# Cela s'appelle l'aurore (roman)
Pour les articles homonymes, voir Cela s'appelle l'aurore.
Cela s'appelle l'aurore est un roman écrit par Emmanuel Roblès, publié en 1952. Son adaptation au cinéma par Luis Buñuel rencontrant un gros succès, le roman est traduit en de nombreuses langues.
Le titre du livre est tiré de la dernière réplique d'Électre de Jean Giraudoux :

« Comment cela s'appelle-t-il, quand le jour se lève, comme aujourd'hui, et que tout est gâché, que tout est saccagé, et que l'air pourtant se respire, et qu'on a tout perdu, que la ville brûle, que les innocents s'entre-tuent, mais que les coupables agonisent, dans un coin du jour qui se lève ?
- Cela a un très beau nom, femme Narsès. Cela s'appelle l'aurore. »

## Résumé
Installé sur l'île de la Sardaigne, le docteur italien  Valério se dévoue à soigner les pauvres. Mais sa femme Angela, de santé fragile, ne supportant pas le climat, est obligée de le quitter pour se rendre dans les Alpes, afin de se rétablir. Il s'éprend de Clara, qui devient sa maîtresse et dans laquelle il trouve un refuge. Cependant un drame se produit après la mort d'une de ses patientes, dont le mari, Sandro, tue son patron qui voulait les expulser. 
Valério cache alors Sandro, recherché pour meurtre, et se pose des questions sur sa vie et ce qu'il doit faire à l'avenir. Au retour de sa femme, il envisage de garder sa relation avec Clara, tout en suivant les propositions de carrière de son beau-père. Mais la découverte de sa liaison par ce dernier va en décider autrement.

## Adaptations

### Au cinéma
- 1956 : Cela s'appelle l'aurore[6], film français réalisé par Luis Buñuel, avec Georges Marchal, Lucia Bosè et Julien Bertheau

### À la télévision
- 2004 : Une autre vie, téléfilm français réalisé par Luc Béraud, avec William Nadylam et Assumpta Serna. Cette adaptation libre du roman Cela s'appelle l'aurore a été diffusée par France 3.

## Éditions
En français :
- Cela s'appelle l'aurore, Paris, Seuil, 1952
- Cela s'appelle l'aurore, Paris, Seuil, 1952 avec nouvelle couverture de mai 1956 et jaquette avec photo n/b du film de Luis Buñuel
- Cela s'appelle l'aurore, Paris, J'ai lu, 1958
- Cela s'appelle l'aurore, Paris, Seuil, 1974
- Cela s'appelle l'aurore, Paris, Seuil, 1980

En version étrangère :
- (es) Cela s'appelle l'aurore, ed. Losada, Buenos Aires.
- (en) Cela s'appelle l'aurore, Julian Messner, New York-Londres.
- (it) Cela s'appelle l'aurore, ed. Marvimo, Milan.
- (de) Cela s'appelle l'aurore, Europaïsche Verlagsanstralt, Francfort.
- (ja) Cela s'appelle l'aurore, Shin Cho, Tokyo.
- (sr) Cela s'appelle l'aurore, Subotica, Belgrade.
- (no) Cela s'appelle l'aurore, Gyldendal Lommebokers, Oslo.

- (da) Cela s'appelle l'aurore, Eiler Wangles Forlag, Copenhague.
- (nl) Cela s'appelle l'aurore, Nederlands, Rotterdam.
- (pt) Cela s'appelle l'aurore, Lisbonne.